# Cyperus ekmanii
Cyperus ekmanii är en halvgräsart som beskrevs av Georg Kükenthal. Cyperus ekmanii ingår i släktet papyrusar, och familjen halvgräs. Inga underarter finns listade i Catalogue of Life.